# アイ・セプト
株式会社アイ・セプト（英文社名　i-cept Corporation）は、愛知県名古屋市に本社を置く、主に企業向けにインターネットに関する戦略支援と地域活性化支援を行う企業である。経営理念は“豊かな生活への架け橋を創る”。

## 概要
主事業はBtoB向けのインターネット戦略支援事業（略称：ISS）と地域活性化支援事業。そのほかマーケティングリサーチ事業、システム開発事業、ITツール販売事業を展開。
2018年からIoTの製造・開発にも取り組み、北海道上川郡下川町のしいたけ農場にビニールハウス内の環境測定を行う『てのひらハウス』を設置。
WEB業界で働く人や興味がある人に役立つ情報サイト“qam（カム）”、野生動物からの被害を未然に防ぐため、目撃・痕跡情報をわかりやすく掲載し、住民・観光客などに向けて注意喚起する『アニマルアラート』を運営。
2024年5月、秋田県秋田市にオフィスを開設。

## 社名の由来
アイ=アイデア（着想）、インターフェイス（仲介）、インフォメーション（情報）は、セプト=コンセプト（概念）を基に成立するという意味が込められている。

## 所在地
- 本社：〒460-0008 愛知県名古屋市中区栄三丁目19番19号
- 下川オフィス：〒098-1204 北海道上川郡下川町南町123番地4
- 秋田オフィス：〒010-0875 秋田県秋田市千秋明徳町1番56号

## 沿革
- 2009年（平成21年）7月 - 株式会社アイ・セプト設立。
- 2012年（平成24年）5月 - 愛知県名古屋市中区新栄町に移転。
- 2016年（平成28年）6月 - 関連会社アットビズ・アンサーを設立（2017年10月解散）。
- 2019年（令和元年）5月 - 北海道上川郡下川町に下川オフィスを開設。
- 2022年（令和4年）2月 - 愛知県名古屋市中区栄に本社を移転。
- 2023年（令和5年）10月 - 秋田県・秋田市と立地協定を締結。
- 2024年（令和6年）5月、秋田県秋田市に秋田オフィスを開設。